# Sites mégalithiques de l'Aisne
Cet article présente la liste des sites mégalithiques des Aisne, en France.
| \| Laon Château-Thierry Saint-Quentin Soissons Vervins \| Répartition géographique des sites mégalithiques. · : dolmen - : menhir - : autre site mégalithique |
| Laon Château-Thierry Saint-Quentin Soissons Vervins |

## Caractéristiques
Dans l'Aisne, les dolmens sont de type simple : la chambre funéraire de forme rectangulaire est délimitée par deux à trois orthostates. Leur taille demeure moyenne, seuls trois dolmens dépassent  7 m de longueur (Ambleny, Missy-aux-Bois, Montigny l'Engrain). La pierre utilisée est principalement le grès, d'origine locale, exceptionnellement le calcaire (dolmen de Tannières) ou le bois (dolmen de Marchais).
Les menhirs sont connus sous le nom de hautes-bornes (hautes-bondes en Thiérache).

## Répartition géographique
Les monuments mégalithiques sont principalement concentrés dans le Soissonnais et ont généralement été édifiés sur des plateaux.

## Inventaire non exhaustif
La première étude des mégalithes de l'Aisne est due à Édouard Fleury dans son ouvrage Antiquités et monuments du département publié en 1877 mais elle est « incomplète et parfois inexacte ». Dans la Géographie d'Élisée Reclus, une carte de Gabriel de Mortillet ne mentionne que huit dolmens. L'inventaire de 1880, dressé par la sous-commission des monuments mégalithiques, recense 14 dolmens, 21 menhirs, 2 polissoirs et 14 pierres diverses. En 1901, Adrien de Mortillet recense 19 dolmens et 29 menhirs ; en 1907, Pol Baudet décompte 116 monuments mégalithiques pour tout le département.
| Nom usuel                                   | Commune                   | Remarque        | Protection       | Coordonnées                 | Illustration                     |
| ------------------------------------------- | ------------------------- | --------------- | ---------------- | --------------------------- | -------------------------------- |
| Borne Trouée                                | Acy                       | menhir          | détruit          |                             |                                  |
| Dolmen d'Ambleny                            | Ambleny                   |                 |                  |                             |                                  |
| Haute Borne                                 | Ambleny                   | menhir          | détruit          |                             |                                  |
| Pierre Droite                               | Ambleny                   | menhir          |                  |                             |                                  |
| Dolmen de la Butte de Housse                | Arcy-Sainte-Restitue      |                 |                  | 49° 15′ 02″ N, 3° 27′ 51″ E | Dolmen de la Butte d'Housse      |
| Dolmen du Tombois                           | Barbonval                 |                 | disparu          |                             |                                  |
| Allée funéraire de Bazoches-sur-Vesle       | Bazoches-et-Saint-Thibaut |                 |                  |                             |                                  |
| Haute-Borne                                 | Beaurevoir                | menhir          |                  |                             |                                  |
| Dolmen de Mauchamps                         | Berry-au-Bac              |                 | détruit          |                             |                                  |
| Polissoirs de la Pointe des Roches          | Bernoy-le-Château         |                 | Classé MH (1899) |                             |                                  |
| Verziau de Gargantua                        | Bois-lès-Pargny           |                 | Classé MH (1889) | 49° 45′ 04″ N, 3° 39′ 16″ E | Verziau de Gargantua             |
| Menhir de la Haute-Ronde                    | La Bouteille              |                 | Classé MH (1889) | 49° 51′ 23″ N, 3° 57′ 11″ E |                                  |
| Grosse Pierre                               | Brenelle                  | menhir          | détruit          |                             |                                  |
| Haute Borne                                 | Brenelle                  | menhir          | détruit          |                             |                                  |
| Hautes-Bornes                               | Cerny-en-Laonnois         | 2 menhirs       | détruits         |                             |                                  |
| Dolmen de Bouzanleux                        | Chouy                     |                 | détruit          |                             |                                  |
| Dolmen de Caranda                           | Cierges                   | enfoui          | Classé MH (1889) | 49° 10′ 03″ N, 3° 35′ 01″ E | Dolmen de Caranda                |
| Pierre aux flans                            | Ciry-Salsogne             | menhir          |                  |                             |                                  |
| Pierre Laurent                              | Ciry-Salsogne             | menhir          |                  |                             |                                  |
| Dolmen du Paradis                           | Courbes                   |                 | détruit          |                             |                                  |
| Roche aux Fées                              | Courcelles-sur-Vesle      | menhir          |                  |                             |                                  |
| Patte d'Ours                                | Courmont                  | menhir          | détruit en 1760  |                             |                                  |
| Hautes-Bornes                               | Courtecon                 | 2 menhirs       | détruits         |                             |                                  |
| Pierre Frite                                | Crouy                     | menhir          |                  |                             |                                  |
| Pierre aux Champs                           | Dhuizel                   | menhir          |                  |                             |                                  |
| Grès qui va boire                           | Fère-en-Tardenois         | menhir probable |                  | 49° 11′ 48″ N, 3° 31′ 39″ E |                                  |
| Dolmen de Taux                              | Hartennes-et-Taux         |                 |                  |                             |                                  |
| Pierre de la Hourde                         | Jouaignes                 | menhir          | détruit          |                             |                                  |
| Borne Trouée                                | Jouaignes                 | menhir          | détruit          |                             |                                  |
| Dolmen de Pierre-Laye                       | Jumigny                   |                 | détruit          |                             |                                  |
| Menhir                                      | Laniscourt                |                 |                  |                             |                                  |
| Hautes Bornes                               | Limé                      | menhir          |                  |                             |                                  |
| Dolmen de Marchais                          | Marchais                  |                 |                  |                             |                                  |
| Polissoir de Mézy-Moulins                   | Mézy-Moulins              |                 | Classé MH (1969) | 49° 03′ 26″ N, 3° 31′ 48″ E | Polissoir de Mézy-Moulins        |
| Rochers à Rogomme                           | Missy-aux-Bois            | dolmen,         |                  |                             |                                  |
| La Grande Borne                             | Mons-en-Laonnois          | menhir          |                  |                             |                                  |
| Dolmen de Montchâlons                       | Montchâlons               |                 |                  |                             |                                  |
| Dolmen du Champ à Fosses                    | Montigny-sur-Crécy        |                 |                  |                             |                                  |
| Pierres Levées                              | Montigny-sur-Crécy        | 2 menhirs,      |                  |                             |                                  |
| Dolmen du Dessus-le-Bois-de-Thizy           | Montigny-Lengrain         |                 |                  |                             |                                  |
| Dolmens du Mont Ganelon                     | Montigny-Lengrain         | 2 dolmens       |                  |                             |                                  |
| Pierre Trouée                               | Morsain                   | menhir          |                  |                             |                                  |
| Polissoir de Neuilly-Saint-Front            | Neuilly-Saint-Front       |                 | Classé MH (1970) | 49° 09′ 56″ N, 3° 15′ 54″ E | Polissoir de Neuilly-Saint-Front |
| Dolmen de Neuvillette                       | Neuvillette               |                 | détruit          |                             |                                  |
| Pierre-Laye                                 | Pernant                   | dolmen          | détruit          |                             |                                  |
| Dolmen de Saint-Christophe-à-Berry          | Saint-Christophe-à-Berry  |                 |                  |                             |                                  |
| Dolmen de Saint-Gobain                      | Saint-Gobain              |                 |                  |                             |                                  |
| Trois menhirs                               | Saint-Nicolas-aux-Bois    |                 |                  |                             |                                  |
| Dolmen de Serches                           | Serches                   |                 |                  |                             |                                  |
| Pierre à Bénie                              | Tugny-et-Pont             | menhir          |                  | 49° 46′ 43″ N, 3° 09′ 38″ E |                                  |
| Dolmen de la Pierre Laye                    | Vauxrezis                 |                 | Classé MH (1944) | 49° 25′ 51″ N, 3° 17′ 23″ E | Dolmen de la Pierre Laye         |
| Pierre Bordoin                              | Vauxrezis                 | menhir          |                  |                             |                                  |
| Pierre Nable                                | Vauxrezis                 | menhir          |                  |                             |                                  |
| Sépulture collective de Verneuil-sous-Coucy | Verneuil-sous-Coucy       |                 |                  |                             |                                  |
| Dolmen du Champ-Volant                      | Vic-sur-Aisne             |                 |                  |                             |                                  |
| Borne Trouée                                | Viel-Arcy                 | menhir          |                  |                             |                                  |
| Pas de Saint-Antoine                        | Villers-Cotterêts         | menhir          |                  |                             |                                  |